# Algarrobo
Algarrobo er en by og kommune i det sydlige Spanien i provinsen Málaga. Den har et indbyggertal på 6.909 (2024) indbyggere.